# LUnix
LUnix ist eine Kurzform für „little Unix“. Dieses „kleine Unix“ ist ein freies Betriebssystem für den Commodore 64 oder – in einer speziellen Version – den Commodore 128. Es wird unter der GNU General Public License (GPL) als freie Software vertrieben.
LUnix verfügt über Fähigkeiten wie eingeschränktes Präemptives Multitasking, eingeschränkte Netzwerk- und Internet-Fähigkeiten.
Aktuelle Version ist 0.21, freigegeben im September 2004.
Das Betriebssystem kann von der Sourceforge-Seite heruntergeladen werden.